# Коктерек (Восточно-Казахстанская область)
Коктерек (каз. Көктерек) — село в Улькен Нарынском районе Восточно-Казахстанской области Казахстана. Входит в состав Улькен Нарынского сельского округа. Код КАТО — 635430400.

## Население
В 1999 году население села составляло 753 человека (374 мужчины и 379 женщин). По данным переписи 2009 года, в селе проживало 455 человек (238 мужчин и 217 женщин).